# Великий Дивлин
Вели́кий Ди́влин (укр. Великий Дивлин) — село на Украине, основано в 1858 году, находится в Лугинском районе Житомирской области.
Код КОАТУУ — 1822881301. Население по переписи 2001 года составляет 836 человек. Почтовый индекс — 11331. Телефонный код — 4161. Занимает площадь 3,02 км².

## Адрес местного совета
11331, Житомирская область, Лугинский р-н, с.Великий Дивлин, ул.Ленина, 45